# Delphacodes varia
Delphacodes varia är en insektsart som först beskrevs av Hesse 1925.  Delphacodes varia ingår i släktet Delphacodes och familjen sporrstritar. Inga underarter finns listade i Catalogue of Life.